# Medveďov
Medveďov, ungarisch Medve (bis 1948 slowakisch Medve; deutsch Weißkirchen) ist eine Gemeinde im Südwesten der Slowakei mit 522 Einwohnern (Stand 31. Dezember 2024). Sie liegt im Okres Dunajská Streda, einem Teil des Trnavský kraj.

## Geographie

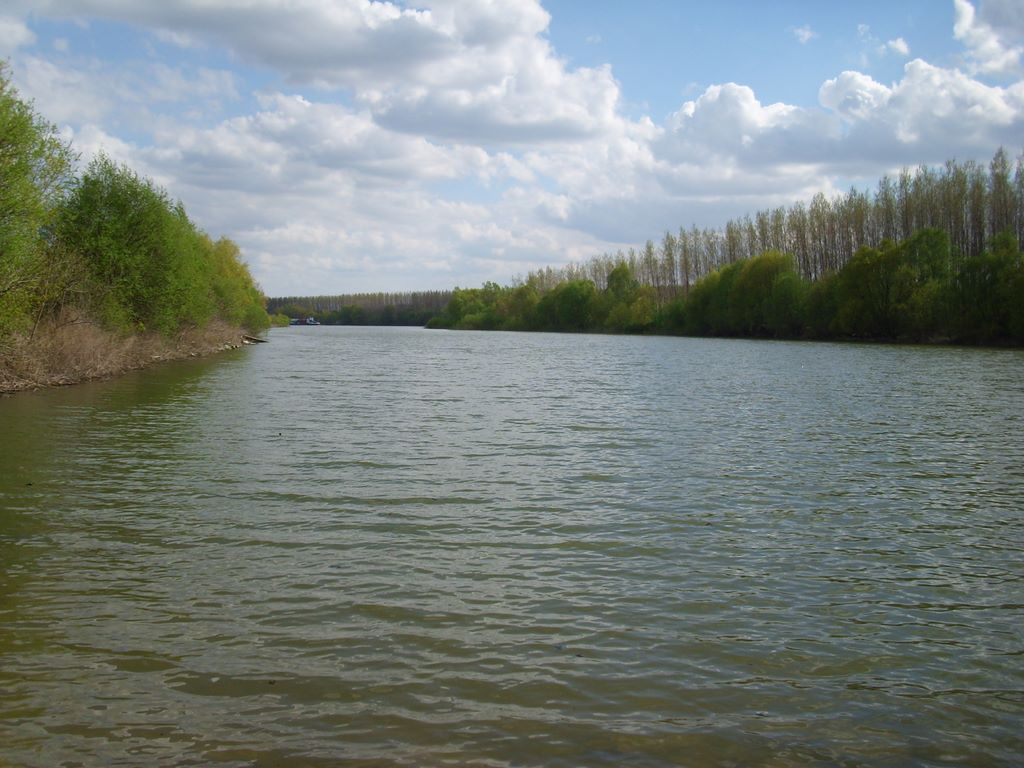
Ein Arm der Donau bei Medveďov

Die Gemeinde liegt auf der Großen Schüttinsel (Žitný ostrov), einem Teil des slowakischen Donautieflands, unmittelbar am linken Ufer der Donau. Durch eine Straßenbrücke über den Fluss besteht Verbindung nach Ungarn (Vámosszabadi und weiter Győr). Das Ortszentrum ist 26 Kilometer von Dunajská Streda und 41 Kilometer von Komárno entfernt.
Ein Teil des Landschaftsschutzgebiets Dunajské luhy (Donauauen) liegt in der Gemeinde.

## Geschichte

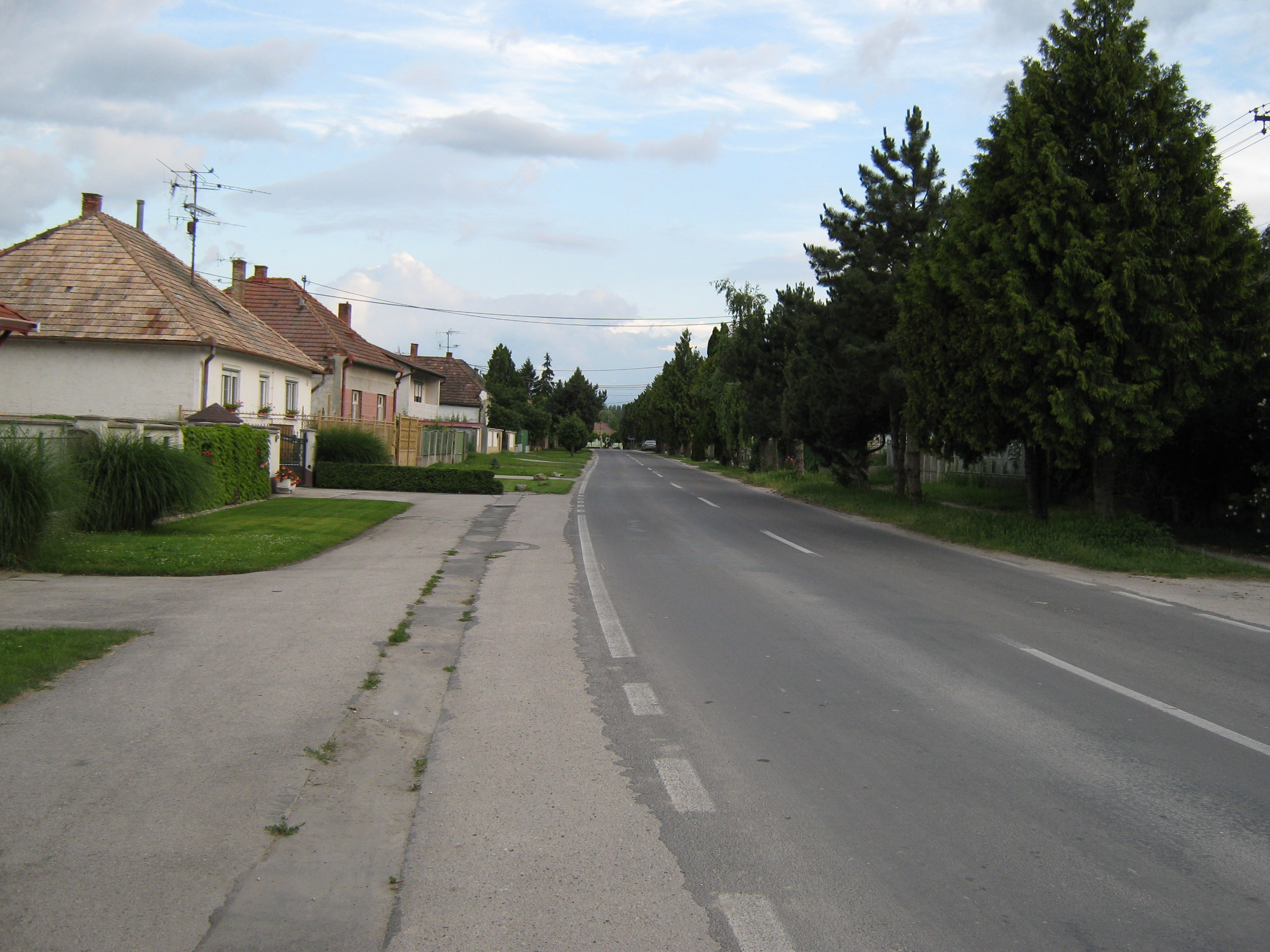
Straßenblick

Der Ort wurde zum ersten Mal 1252 als Medwe schriftlich erwähnt. Der Name ist entweder ungarische Verballhornung des slawischen / slowakischen Wortes medveď (auf Deutsch Bär) oder aber von einem Eigennamen abgeleitet. Aber bereits vor der urkundlichen Erwähnung stand wohl eine Siedlung, die zum Schutz der Donaufurt diente. Zeitgenössische Urkunden sprechen sogar von zwei Orten namens Medve. Im Mittelalter war Medve ein königliches Gut, Teil des Herrschaftsgut der Burg Pressburg, später gehörte es zu verschiedenen Adelsgeschlechtern. 1869 sind 682 Einwohner verzeichnet; noch im 19. Jahrhundert gab es viele Wassermühlen an der Donau.
Bis 1919 gehörte der im Komitat Raab liegende Ort zum Königreich Ungarn und kam danach zur Tschechoslowakei. Durch den Ersten Wiener Schiedsspruch kam 1938–45 Medve erneut zu Ungarn.

## Bevölkerung
| Jahr                | 1994 | 2004    | 2014    | 2024    |
| ------------------- | ---- | ------- | ------- | ------- |
| Anzahl der Personen | 564  | 573     | 546     | 522     |
| Unterschied         |      | +1,59 % | −4,71 % | −4,39 % |

| Jahr                | 2023 | 2024    |
| ------------------- | ---- | ------- |
| Anzahl der Personen | 528  | 522     |
| Unterschied         |      | −1,13 % |

Ergebnisse nach der Volkszählung 2001 (583 Einwohner):
| Nach Ethnie: - 87,31 % Magyaren - 11,15 % Slowaken - 1,03 % Tschechen | Nach Konfession: - 83,36 % römisch-katholisch - 10,98 % konfessionslos |

## Sehenswürdigkeiten

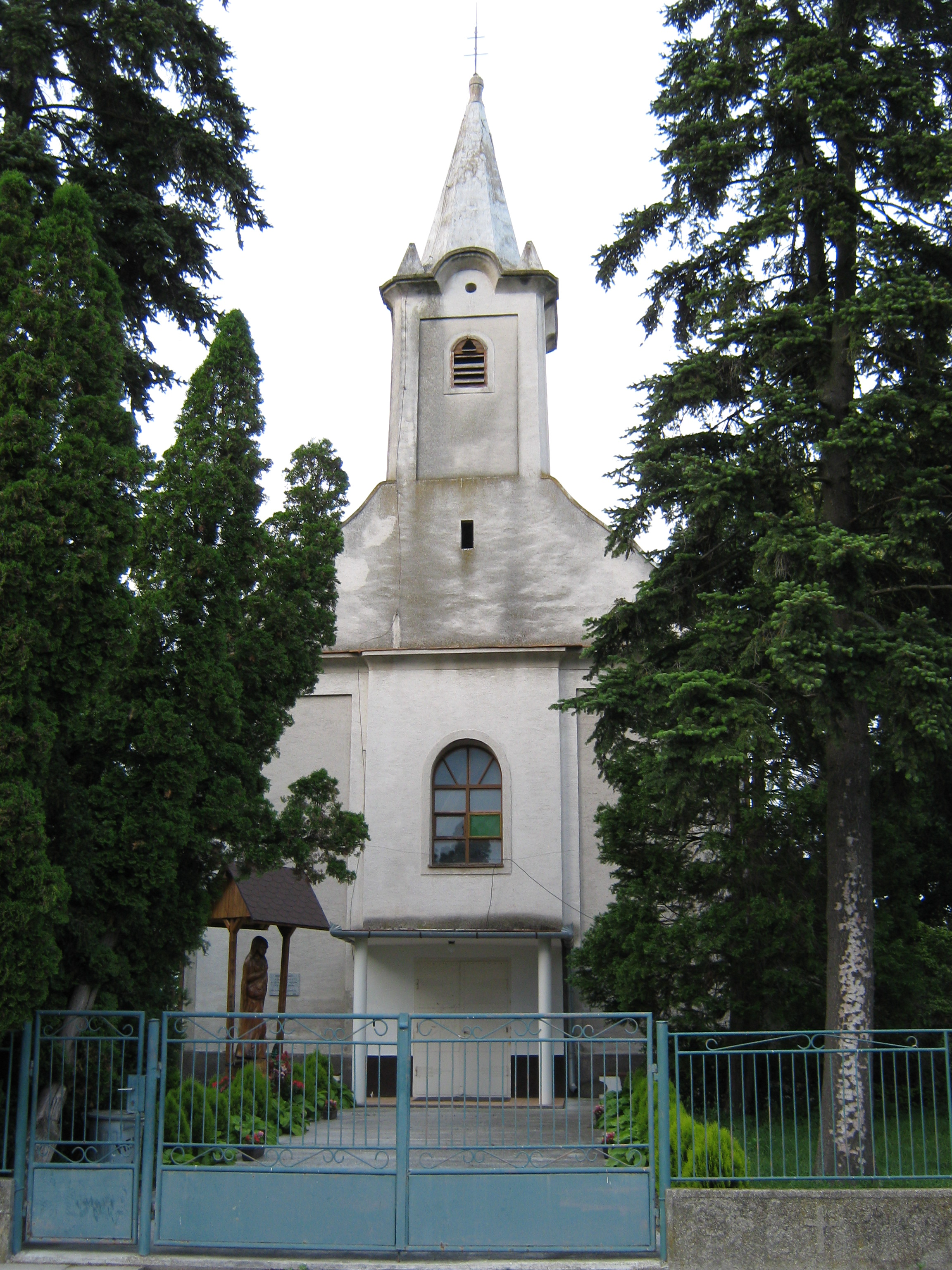
Annakirche

- römisch-katholische Annakirche im klassizistischen Stil aus dem Jahr 1800